# Euploea biseriata
Euploea biseriata är en fjärilsart som beskrevs av Moore 1883. Euploea biseriata ingår i släktet Euploea och familjen praktfjärilar. Inga underarter finns listade i Catalogue of Life.